# Denis Masseglia
Ne doit pas être confondu avec Denis Masséglia (député).
Denis Masseglia, né le 23 novembre 1947 à Marseille, a été le président du Comité national olympique et sportif français (CNOSF) de 2009 à 2021. Il avait succédé à ce poste à Henri Sérandour. Réélu deux fois pour des mandats de quatre années, en 2013 et en 2017, il ne se représente pas en 2021, atteint par la limite d'âge. C'est Brigitte Henriques qui lui succède. 

## Biographie

### Carrière professionnelle

Logo de la FFSA

Denis Masseglia est agrégé de physique. Il a enseigné en classes préparatoires (CPGE) au lycée Jean-Perrin à Marseille.

### L'aviron
Membre du Cercle de l'aviron de Marseille, dont il est président dès 1965, il est champion de France en quatre sans barreur en 1977.
International français d'aviron, il est demi-finaliste des Championnats d'Europe d'aviron 1969 en quatre barré.
Il est président de la Fédération française des sociétés d'aviron de 1989 à 2001.

## L'olympisme
Denis Masseglia est élu au Comité national olympique et sportif français (CNOSF) en 1993 où il occupe successivement les fonctions de :
- vice-président délégué de 1993 à 2001,
- secrétaire général de 2001 à 2005,
- membre du bureau exécutif chargé de la communication et du marketing de 2005 à 2009

Élu à la présidence le 19 mai 2009 face à Guy Drut et Jean-Luc Rougé par l'Assemblée générale du CNOSF réunie à Paris  Denis Masseglia y succède à Henri Sérandour pour un mandat de quatre ans. Il est réélu le 23 mai 2013 pour un second mandat.
Il est de nouveau réélu le 11 mai 2017, il s'est imposé avec 556 voix contre 385 à Isabelle Lamour et 54 à David Douillet. Atteint par la limite d'âge, il ne se représente pas en 2021, les candidats à sa succession étant Thierry Rey, Brigitte Henriques, Emmanuelle Bonnet Oulaldj, et Patrice Martin. L'élection a lieu le 29 juin 2021, et la victoire revient à Brigitte Henriques qui devient la première femme présidente de l'institution.

## Candidature de Paris aux Jeux olympiques et paralympiques 2024
Le 12 février 2015 Denis Masseglia reçoit de Bernard Lapasset les conclusions de l’étude d’opportunité conduite dans le but d’envisager une possible candidature française aux Jeux olympiques et paralympiques de 2024.
Le 2 avril le CNOSF et Denis Masseglia participent à la création de l’association Ambition olympique et paralympique dont l’objectif est de porter le projet de candidature. Cette association est présidée par Tony Estanguet et Bernard Lapasset.
Le 23 juin la France déclare officiellement sa candidature depuis le CNOSF autour de Denis Masseglia, Tony Estanguet, Bernard Lapasset, Patrick Kanner, Thierry Braillard, Anne Hidalgo, Emmanuelle Assmann, Jean-Paul Huchon, Guy Drut et une centaine d’athlètes français sont rassemblés
Le 12 septembre Denis Masseglia et la maire de Paris Anne Hidalgo signent la lettre de candidature officielle qui est transmise au Comité international olympique. Le CIO confirme ensuite la candidature le 16 septembre.
Le 25 septembre, le mouvement sportif français lance son opération de soutien au projet olympique et paralympique Paris 2024 au travers d’une campagne de mobilisation intitulée « Je rêve des Jeux ». Associée à une campagne de crowdfunding, cette première initiative visait à rassembler le mouvement sportif derrière un projet fédérateur tout au long de la campagne.
Le 9 février 2016 le comité de candidature Paris 2024 dévoile son logo sur l’Arc de Triomphe. À la différence des candidatures de 2008 et 2012 la Tour Eiffel est utilisée comme emblème du rassemblement. Le dessin est réalisé à main levé et le logo voit le drapeau tricolore se teinter des couleurs officielles de l’Olympisme.
Le 17 février, depuis la Philharmonie, le comité de candidature présente sa vision des Jeux ainsi que le concept et les sites retenus. À cette occasion le Premier Ministre Manuel Valls et les Ministres Patrick Kanner et Thierry Braillard sont présents autour de Valérie Pécresse, Anne Hidalgo, Denis Masseglia et les deux présidents du comité de candidature Paris 2024, Bernard Lapasset et Tony Estanguet.

## Responsabilités internationales
Denis Masseglia est élu à la Fédération internationale des sociétés d'aviron (FISA) depuis 1999.

## Soutien politique
Durant l'entre-deux-tours de l'élection présidentielle française de 2017, il fait partie d'une soixantaine de sportifs en activité ou retraités qui signent un appel à voter Emmanuel Macron le 7 mai 2017 au second tour de l'élection présidentielle "pour que le sport demeure un espace de liberté, d'égalité et de fraternité".

## Publications
- Pascal Boniface, Denis Masseglia, Le Sport, c'est bien plus que du sport !, Paris, Jean-Claude Gawsewitch, 2013 (ISBN 2-35013-431-8 et 978-2-35013-416-1)

## Notoriété et distinctions
Le 28 juin 2021, à l’occasion d’une rétrospective consacrée aux trois mandatures de Denis Masseglia à la tête du CNOSF, le président du Comité international olympique, Thomas Bach, lui annonce qu’il sera prochainement distingué de l’Ordre olympique.
- Officier de la Légion d'honneur (2022)[19]

- Gloire du sport (2022)[1]

## Source
- Ressource relative au sport :   - Olympedia
- Notices d'autorité :   - VIAF
  - ISNI
  - BnF (données)
  - IdRef
  - LCCN
  - WorldCat
- Site officiel du CNOSF